# Ribes roezlii
Ribes roezlii är en ripsväxtart som beskrevs av Eduard August von Regel. Ribes roezlii ingår i släktet ripsar, och familjen ripsväxter. Utöver nominatformen finns också underarten R. r. amictum.

## Bildgalleri

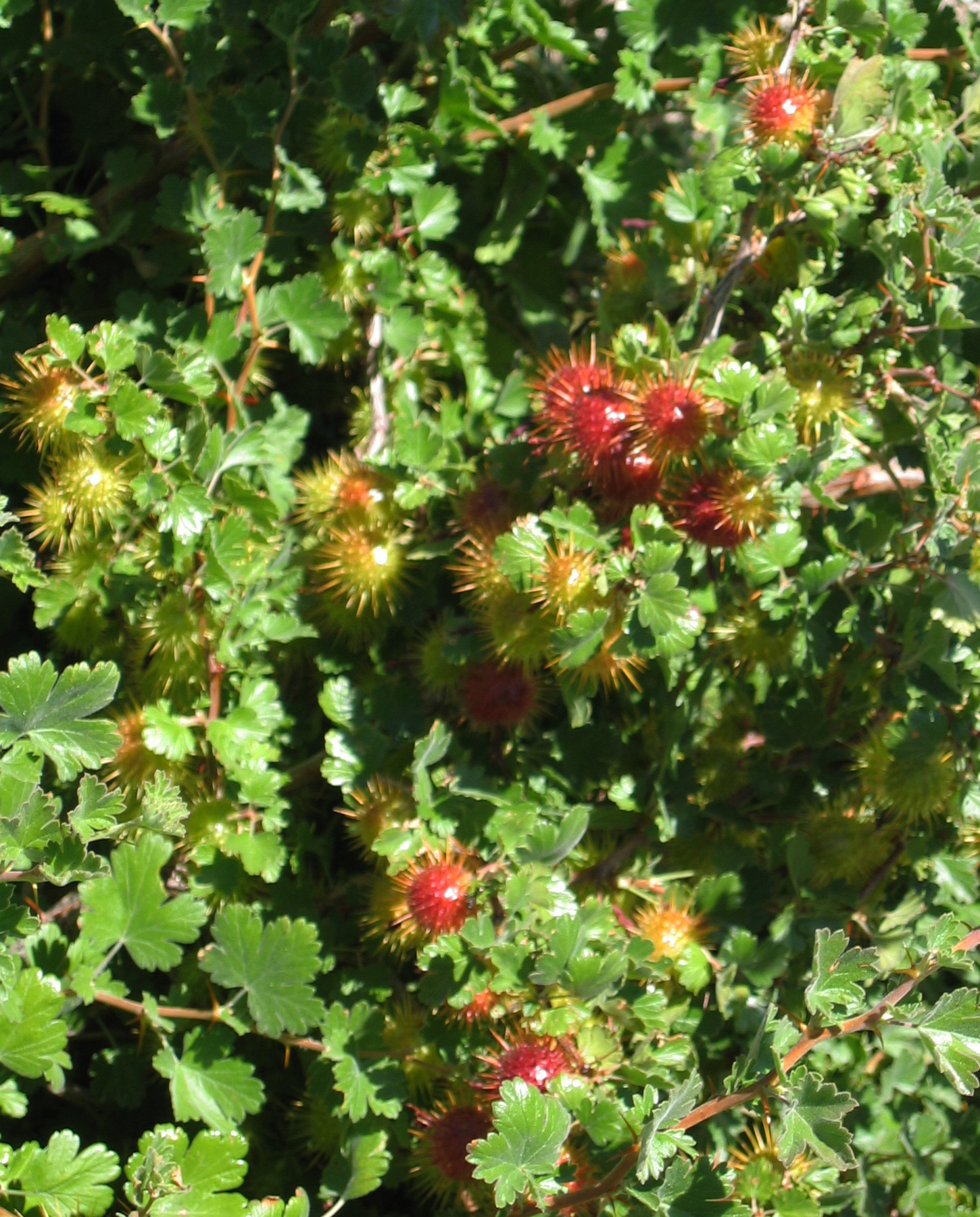